# Ed Souza
Edward Souza-Neto (Fall River, 22 de setembro de 1921 – Warren, 19 de maio de 1979) foi um futebolista norte-americano.

## Carreira
Membro da colônia portuguesa do Massachusetts, assim como seu colega de delegação dos EUA que foi à Copa de 1950 John Souza (com quem não tinha parentesco). Ambos jogavam na equipe do Fall River Ponta Delgada (cujo nome provém da capital dos Açores). Na Copa, participou da histórica vitória sobre a Inglaterra. Já havia participado também das Olimpíadas de 1948. Jogou também no New York German-Hungaria entre 1951 e 1956.
Foi incluído no Hall da Fama do Futebol nos Estados Unidos em 1976